# 三厩湾
三廐湾（みんまやわん）は青森県の北西部、津軽半島の先端部にある湾。西の竜飛崎と東の高野崎によって定義され、湾口の幅は約12kmであり、北に開け津軽海峡に面している。
湾奥には今別漁港（今別町）や三厩港（外ヶ浜町, 旧三厩村）があり、コンブやアワビが豊富に採れる。付近は津軽国定公園に含まれており、岩石海岸の美しい風景が見られる。背後の森林からは良質のヒバ材が産出される。流入河川としては今別川、袰月川、与茂内川、中宇田川、長川、黒崎川、増川川、三厩川、算用師川、藤島川、元宇鉄川、鐇泊川などがある。